# Fornaçon
Fornaçon ist ein deutscher, wahrscheinlich aus der Französischen Schweiz stammender, Familienname. 

Das Wappen der Familie Fornaçon

## Herkunft und Bedeutung
Das Wort Fornaçon stammt ab vom französischen Wort forgeron (= Schmied) und bedeutet Ofensetzer. 
1712 kamen auf Einladung des preußischen Kronprinzen, welcher später König Friedrich Wilhelm I wurde, ca. 7000 Einwanderer aus der Französischen Schweiz nach Ostpreußen. Unter ihnen befanden sich auch Fornaçons.
Nach Vertreibung und Flucht der Deutschen aus Ostpreußen verteilten sich die Fornaçons deutschlandweit.

## Namensträger
- Monika Fornaçon geb. Oelfke (* 1964), deutsche Fußballschiedsrichterin
- Siegfried Fornaçon (1910–1987), deutscher Theologe und Schifffahrtsforscher